# 中村錦之助 (2代目)
二代目 中村 錦之助（なかむら きんのすけ、1959年〈昭和34年〉9月29日 - ）は歌舞伎役者。本名は小川 信次郎（おがわ しんじろう）。屋号は萬屋。定紋は桐蝶、替紋は萬屋蔓片喰。歌舞伎名跡「中村錦之助」の当代。慶應義塾高等学校中退。

## 来歴・人物
四代目中村時蔵の次男として東京に生まれる。兄に中村萬壽、叔父に俳優の萬屋錦之介（初代中村錦之助）、中村嘉葎雄。初代中村隼人は長男、女優・千晴子は長女。
1964年（昭和39年）7月歌舞伎座『宮島のだんまり』に中村信二郎の名で初舞台。端整な顔立ちとスマートな体格で二枚目を得意とする。長く三代目市川猿之助門下で舞台をつとめていたが、1997年（平成9年）から五代目中村富十郎について古典歌舞伎を中心に経験を積んでいる。平成10年代における歌舞伎役者は立役を得意とするベテランとその子らの世代に役者が揃っているが、その間の世代の層が薄く、中堅の二枚目役者として貴重な存在となる。
『仮名手本忠臣蔵』の斧定九郎や『義経千本桜』の主馬小金吾のような役を演じることが多いが、近年では『双蝶々曲輪日記』の山崎屋与五郎（平成15年1月国立劇場）、『芦屋道満大内鑑』「葛の葉」の安倍保名（平成15年6月歌舞伎座）など主要な役どころをつとめる機会を増やしている。
2007年（平成19年）4月歌舞伎座『鬼一法眼三略巻』「菊畑」の虎蔵実ハ牛若丸と『双蝶々曲輪日記』「角力場」の放駒長吉と山崎屋与五郎で二代目中村錦之助を襲名。

## 主な出演

### 歌舞伎
上記以外のもの。
- 『吉例寿曽我』　曽我十郎
- 『元禄忠臣蔵』　片岡源五右衛門　磯貝十郎左衛門
- 『鬼揃紅葉狩』　平維茂
- スーパー歌舞伎『ヤマトタケル』　熊襲弟タケル　ヤマトタケル（1988年特別マチネ公演）
- 『番町皿屋敷』　青山播磨
- 『NINAGAWA十二夜』　大篠左大臣
- 『国性爺合戦』　五常軍甘輝
- 『夏祭浪花鑑』　一寸徳兵衛
- 『隅田川続俤』「法界坊」　手代要助
- 『鬼平犯科帳』「大川の隠居」　同心酒井祐助

### 映画

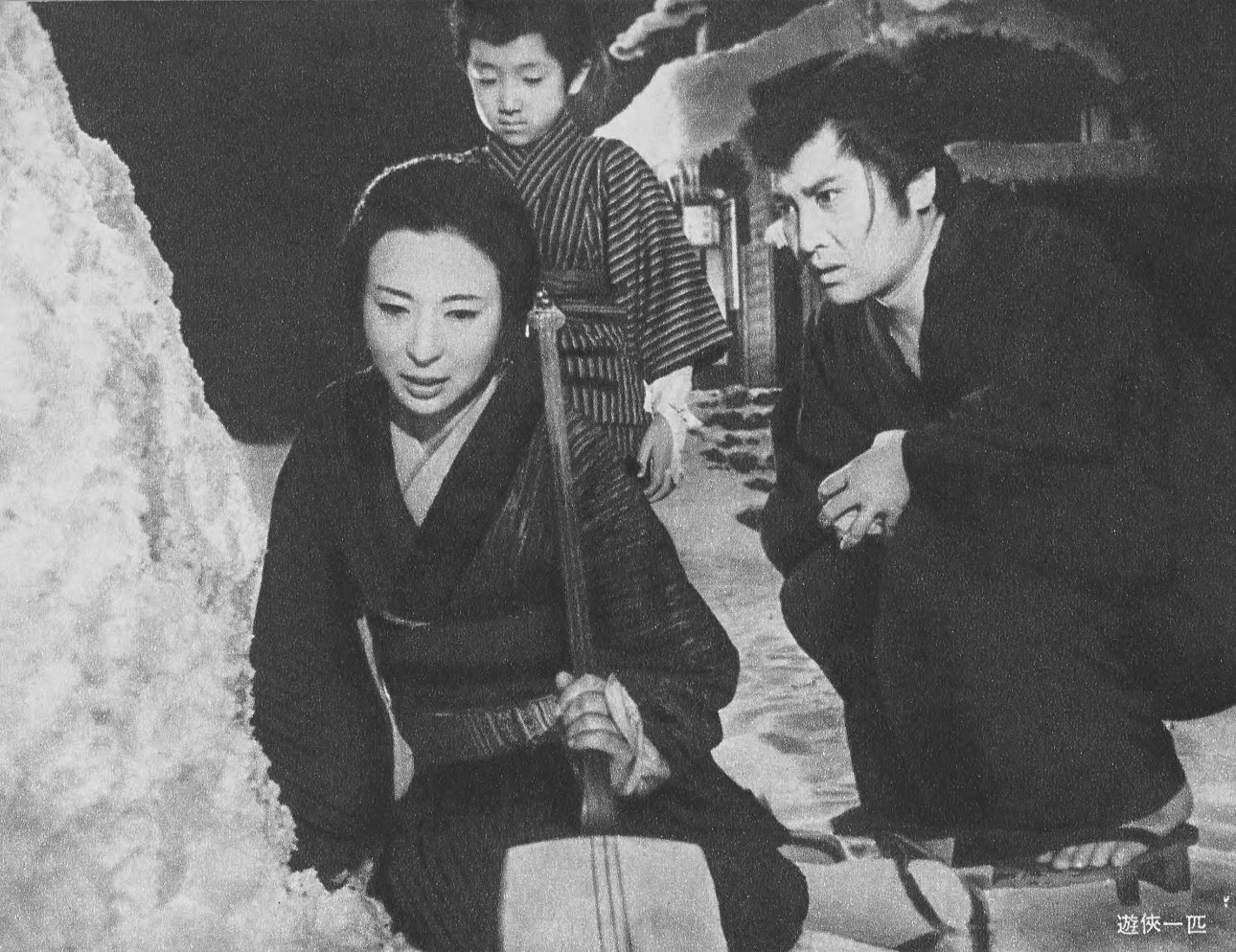
『沓掛時次郎 遊侠一匹』（1966年）

- 『たそがれ清兵衛』　藩主
- 『沓掛時次郎 遊侠一匹』　太郎吉

### テレビ
- 戦国太平記 真田幸村（1966年、TBS）豊臣秀頼（幼少期）
- 大河ドラマ『天と地と』（1969年、NHK総合） 上杉景勝
- 『破れ新九郎』 第9話・第10話「新九郎西伊豆へ走る!（前編・後編）」（1978年、テレビ朝日） 三四郎
- 『赤穂浪士』（1979年、テレビ朝日） 矢頭右衛門七
- 『鬼平犯科帳』（1980年、テレビ朝日）第1シリーズ22話「鯉肝のお里」岩吉
- 日本犯科帳・隠密奉行「こんぴら人形連続殺人事件の謎を斬る」（1981年、フジテレビ）
- 『真夜中の匂い』（1984年、フジテレビ）
- BS時代劇『塚原卜伝』（2011年、NHK BSP / 2013年、NHK総合） 卜部吉川覚賢